# Atalaia (Cabo Verde)
Atalaia es una localidad caboverdiana del municipio de Mosteiros.

## Geografía
La localidad está situada en la isla de Fogo.

## Organización territorial
La localidad abarca los lugares y barrios de:
- Achada Maurício
- Atalaia Frente
- Atalaia Trás
- Sobrado